# Ospedale dei bambini Vittore Buzzi
L'Ospedale dei bambini Vittore Buzzi è un ospedale pediatrico di Milano, parte dell'ASST Fatebenefratelli Sacco.

## Storia

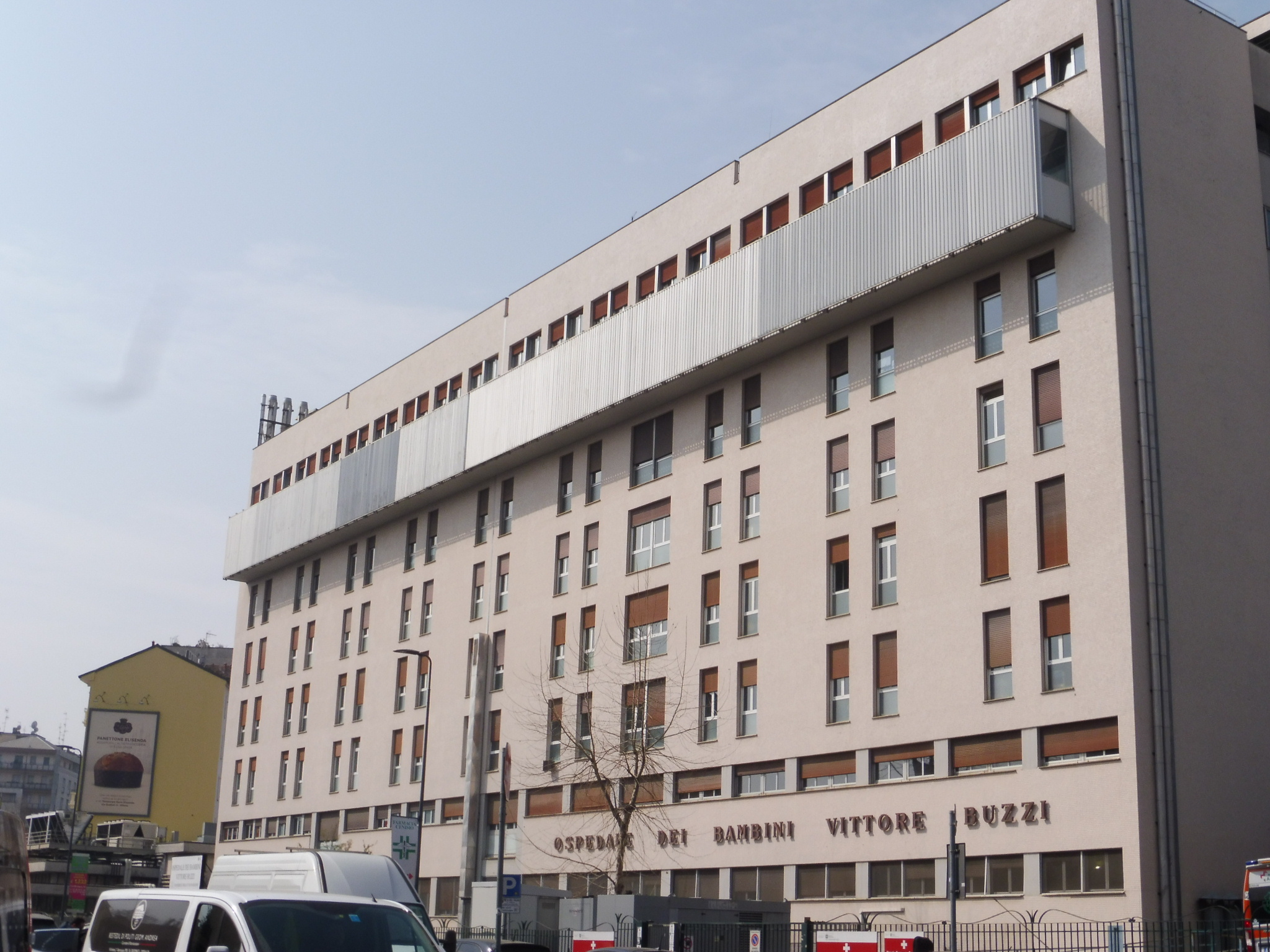
l'Ospedale Buzzi in via Castelvetro

Nel 1886 il medico Raimondo Guaita avvia un piccolo ospedale da 12/14 posti letto dedicato esplicitamente ai bambini che nel 1897 viene dichiarato ente morale dal Re Umberto I di Savoia e viene aperto l'Ospedale dei Bambini, infine, nel 1906.
Nel 1967 Vittore Buzzi fa una generosa donazione all'ospedale, che permette di aprire il terzo blocco, e da quell'anno l'Ospedale gli viene dedicato.
Nel 2005 viene inserita negli Istituti clinici di perfezionamento e con la riforma socio-sanitaria lombarda del 2016, che li abolisce, viene inserito nell'ASST Fatebenefratelli-Sacco.
Nel 2020 viene approvato il progetto d'estensione dell'ospedale con un nuovo reparto di emergenza-urgenza di 10'000 metri quadri.